# Saison 12 des Enquêtes de Murdoch
Chronologie
Saison 11 Saison 13
La douzième saison des Enquêtes de Murdoch est constituée de dix-huit épisodes.

## Synopsis
Murdoch et Julia sont réconciliés et ont fait construire la maison de leurs rêves. Julia étudie pour devenir chirurgienne. George a le cœur brisé. Brackenreid est dévasté lorsqu'une tragédie personnelle et professionnelle vient le frapper. Pendant ce temps, Higgins est devenu snob à l’approche de son mariage avec Ruth. L’inspecteur Watts se révèle ne pas être celui que tout le monde croyait et Violet souhaite une promotion.

## Distribution

### Acteurs principaux
- Yannick Bisson (VF : Jean-Philippe Puymartin) : Détective William Murdoch
- Thomas Craig (VF : Patrice Dozier) : Inspecteur Thomas Brackenreid
- Jonny Harris (VF : Luc Arden) : Agent George Crabtree
- Hélène Joy (VF : Dominique Westberg) : Dre Julia Ogden
- Lachlan Murdoch (VF : Philippe Bozo) : Agent Henry Higgins

### Acteurs récurrents
- Arwen Humphreys (VF : Marie-Laure Dougnac) : Margaret Brackenreid (5 épisodes)
- Daniel Maslany (VF : Christophe Lemoine) : Inspecteur Llewellyn Watts (10 épisodes)
- Bea Santos (VF : Cindy Tempez) : Louise Cherry (3 épisodes)
- Siobhan Murphy (en) (VF : Véronique Picciotto) : Ruth Newsome (5 épisodes)
- Charles Vandervaart (VF : Maxime Baudouin) : John Brackenreid (7 épisodes)
- Shanice Banton (VF : Fily Keita) : Violet Hart (12 épisodes)
- Sebastian Pigott (VF : Valéry Schatz) : Dr. Andrew Dixon (4 épisodes)
- James McGowan (VF : Bernard Lanneau) : Dr. Forbes (3 épisodes)
- Stephanie Belding (VF : Pascale Chemin) : Infirmière Kate Sullivan (5 épisodes)
- Clare McConnell (VF : Kahina Tagherset) : Effie Newsome (4 épisodes)
- Nathan Hoppe : Agent McNabb (4 épisodes)

### Invités
- Peter Keleghan (VF : Lionel Henry (acteur)) : Terrence Meyers
- Aaron Poole (en) (VF : Xavier Béja) : Frank Lloyd Wright
- Kathryn Alexandre (en) (VF : Olivia Luccioni) : Florence Nightingale Graham
- Thomas Rickert (VF : Eric Marchal) : Frank Oliver
- Hugh Thompson (en) (VF : Eric Marchal) : Dan Seavey
- Dmitry Chepovetsky (VF : Pierre Laurent) : Nikola Tesla
- Todd Thomas Dark (VF : Jerome Wiggins) : Will Keith Kellogg
- D'Pharaoh Woon-A-Tai (en) : Tom Longboat

## Liste des épisodes
1. Meurtre au manoir des Murdoch
2. Opération à haut risque
3. Mariage à la Newsome
4. Murdoch sans frontières
5. L'espionne qui aimait Murdoch
6. La Grande invasion
7. Légitime défense
8. Morts à plus d'un titre
9. Secrets et mensonges
10. Pirates des grands lacs
11. Le passé sous silence
12. La leçon en six coups
13. Murdoch contre l'homme invisible
14. Les péchés du père
15. Le concours de frappe
16. Le livre assassin
17. Les ténèbres avant l'aube, Première partie
18. Les ténèbres avant l'aube, Deuxième partie

### Épisode 1:Meurtre au manoir des Murdoch
- Canada : 24 septembre 2018 sur CBC
- France : 22 septembre 2019 sur France 3

- Canada : 1.00 millions de téléspectateurs
- France : 3.14 millions de téléspectateurs

- Sophie McShera : Ann Ryand
- Nicholas Carella : Mr. Towne
- Shannon Currie : Mme. Ferguson
- Shane Carty : Mr. Ferguson
- Jean Pearson : Mr. Dodds
- Paul Rivers : Mr. Kepner
- Allan Turner : Mr. Spoud

### Épisode 2:Opération à haut risque
- Canada : 1er octobre 2018 sur CBC
- France : 22 septembre 2019 sur France 3

- France : 2.94 millions de téléspectateurs

- Fiona Highet : Matron Ingram
- Joey Coleman : Martin Quigley
- Laura Kyswaty : Mme. Quigley
- Jesse Buck : Mr. Zervos
- Scott Garland : Livreur

### Épisode 3:Mariage à la Newsome
- Canada : 8 octobre 2018 sur CBC
- France : 29 septembre 2019 sur France 3

- Canada : 1.06 millions de téléspectateurs
- France : 3.12 millions de téléspectateurs

- Michela Cannon : Geraldine "Gigi" Cholmondeley
- Cyrus Lane : Dr. Rupert Newsome
- Paul Fauteux : Constantine "Connie" Kimberley
- Jake Raymond : Pelham "Plum" Kimberley
- Adam Waxman : Ministre

### Épisode 4:Murdoch sans frontières
- Canada : 15 octobre 2018 sur CBC
- France : 29 septembre 2019 sur France 3

- Jimmy Makris : Athos Rella
- Jonathan Whittaker : Harold Copley
- Darrin Baker : Andrew Palmer
- Vieslav Krystyan : Jakub Czarnecki
- Kevin Dennis : James McBride
- Brian Scott Carleton : Paul Scotch
- Débora Demestre : Eliza
- Kristina Agosti : Anne McKinnon
- Nicholas Brown : Burly Guy
- Rowan Beiser-Hunt : Garçon de football de Greektown (non-crédité)

### Épisode 5:L'espionne qui aimait Murdoch
- Canada : 22 octobre 2018 sur CBC
- France : 6 octobre 2019 sur France 3

- Canada : 1.05 millions de téléspectateurs
- France : 2.79 millions de téléspectateurs

- Louise Monot : Régine Rivière
- Nick Stojanovic : Evgeny Dorokhov
- Leo Vernik : Pavel Golovin
- Pascal Langdale : Montague Ainsworth
- Vincent Rother : Mr. Steele
- Jennifer De Lucia : Mme. Hall
- Christian Corrao : Eric
- Randal Baumer : Groom
- Louis Paquette : Gaetan Vidal

### Épisode 6:La Grande invasion
- Canada : 29 octobre 2018 sur CBC
- France : 6 octobre 2019 sur France 3

- Canada : 1.02 millions de téléspectateurs
- France : 2.43 millions de téléspectateurs

- Craig Brown : Eddie Crawford
- Darren Frost : Mr. O'Riely
- Mark Andrada : Lionel
- Sean Browning : Jones
- Christopher Allen : Mr. Smith
- Sharon Forrester : Commerçante
- Garrett Jamieson : Docker
- Maurie Sherman : Passante
- Margaret Lamarre : Femme derrière le bar

### Épisode 7:Légitime défense
- Canada : 5 novembre 2018 sur CBC
- France : 13 octobre 2019 sur France 3

- Canada : 1.09 millions de téléspectateurs
- France : 2.67 millions de téléspectateurs

- Dylan Harman : Hubert Marks
- Bill MacDonald : Thomas Baker
- Kyle Gatehouse : Nigel Baker

### Épisode 8:Morts à plus d'un titre
- Canada : 12 novembre 2018 sur CBC
- France : 13 octobre 2019 sur France 3

- Canada : 1.05 millions de téléspectateurs

- Hannah Endicott-Douglas : Persephone Westerbrook
- Brian Tree : Duc de Somerset Richard Seymour
- Carmen Grant : Duchesse de Somerset Elizabeth Seymour
- Erica Anderson : Diana Seymour
- A.J. Simmons : Comte de Lincoln Albert Seymour
- Natalie Jantzi : Femme de chambre
- Diana Coatsworth : Femme de chambre
- Chris Gibbs : Harvey Leech
- Scott Anderson : Martin Erskine
- Pedro Salvín : Mr. Sweeting
- Cory Lipman : Anthony Pottier
- Samantha Madely : Fiona Small
- Roland Rothchild : Concierge
- Dan MacKay : Concierge

### Épisode 9:Secrets et mensonges
- Canada : 26 novembre 2018 sur CBC
- France : 20 octobre 2019 sur France 3

- Canada : 1.05 millions de téléspectateurs
- France : 3.05 millions de téléspectateurs

- Raven Dauda : Sarah Johnston
- Shailene Garnett : Nomi Johnston
- Masa Lizdek : Lydia Jodorowski
- Jason Deline : Dr. Archibald Stanfield
- Dennis Andres : Phelps
- Ryan Blakely : Mr. Jenkins
- Thomas Mitchell Barnet : Stuart McGovern
- Tymika Tafari : Florence
- Bruce Gooch : Inspecteur Deakins
- Oscar Hsu : Mr. Lee
- Brendan Shoreman : Tavernier
- Mark A. Owen : Barman Corbeau

### Épisode 10:Pirates des grands lacs
- Canada : 7 janvier 2019 sur CBC
- France : 20 octobre 2019 sur France 3

- Canada : 1.22 millions de téléspectateurs
- France : 2.75 millions de téléspectateurs

- Paolo Mancini : Flavio Pupazzi
- Craig Brown : Eddie Crawford
- Jeremy Legat : Aldous Germaine
- Jeremy Raymond : Lloyd Trammel
- Jon Ambrose : Willis
- Daveed Louza : Barman
- Michael Rinaldi : Homme moustachu
- David Snelgrove : Commissaire-priseur
- Gordon Fulton : Mr. Stickley
- Sherry Schell : Infirmière
- Kevin Andrew Carter : Homme indiscipliné

### Épisode 11:Le passé sous silence
- Canada : 14 janvier 2019 sur CBC
- France : 27 octobre 2019 sur France 3

- Canada : 1.16 millions de téléspectateurs
- France : 2.54 millions de téléspectateurs

- Rachel VanDuzer : Annabella Maloney
- Derek Moran : Nesbit Daniels
- Kaelen Ohm : Rosemary Rawlins
- Michael Lipka : Robert Duncan
- Andrew Moodie : Edmund Mathers
- David Reale (en) : Mr. Clements
- Bill Brioux : Billetteur

### Épisode 12:La leçon en six coups
- Canada : 21 janvier 2019 sur CBC
- France : 27 octobre 2019 sur France 3

- Canada : 1.08 millions de téléspectateurs

- David Ferry : Frère Duvalier
- Mike Taylor : Mr. Hornby
- Jaiden Cannatelli : Felix
- Devon Phillipson : Paul Smith
- Allan James Cooke : Hiram Smith
- Craig Lauzon : Responsable
- P. Rodney Barnes : Jardinier
- Isabella Stuebing : Fille
- Decker Williams : Jeune William Murdoch

### Épisode 13:Murdoch contre l'homme invisible
- Canada : 28 janvier 2019 sur CBC
- France : 3 novembre 2019 sur France 3

- Canada : 1.10 millions de téléspectateurs
- France : 2.92 millions de téléspectateurs

- Tara Yelland : Fiona Rossini
- Anna Hardwick : Verna Jones
- Elvis Stojko : Sam Marshall
- Jon Champagne : Simon Alvin
- Jamie Champagne : Theodore Alvin
- Jonathan Ho : Gestionnaire d'arcades
- Sam Kantor : Adam Bester
- Sean Gallagher : Agent de police
- Cory Bertrand : Julius Bosworth (non-crédité)

### Épisode 14:Les péchés du père
- Canada : 4 février 2019 sur CBC
- France : 3 novembre 2019 sur France 3

- Canada : 1.19 millions de téléspectateurs

- Sara Botsford : Susan Kelly
- Peter MacNeill : Leonard Vasser
- Victor Ertmanis : Daniel Nelson
- Matthew Willson : Mr. Darling
- Shannon T. McNally : Mirelle Darling
- Shane Marriott : Gerald Wormwood
- Nadine Whiteman : Propriétaire
- Brian J. Graham : Propriétaire

### Épisode 15:Le concours de frappe
- Canada : 11 février 2019 sur CBC
- France : 10 novembre 2019 sur France 3

- Canada : 1.15 millions de téléspectateurs
- France : 2.67 millions de téléspectateurs

- Andrew Musselman : Edgar Leonard
- Richard Waugh : Jasper Hewitt
- Oliver Dennis : Alexander Langston
- Seamus Patterson : Manfred Elliot
- David Reale (en) : Mr. Clements
- Gary Brennan : Carlyle Banks
- Em Siobhan McCourt : Maisie Bronson
- Paul Bates : Mr. Frobisher
- Carson Gale : Ivor Linwood
- Justin Michael Carriere : Alphonse Maloney
- Louisa Martin : Winnifred Thompson
- Andrew Muir : Herbert Lewishman
- Martha Girvin : Sarah Trotter
- Judith Cockman : Femme aux empreintes
- Meighen Cleary : Jeune femme (non-créditée)

### Épisode 16:Le livre assassin
- Canada : 18 février 2019 sur CBC
- France : 10 novembre 2019 sur France 3

- Canada : 1.05 millions de téléspectateurs

- Colin Mochrie : Ralph Fellows
- Patrick McKenna : Inspecteur Hamish Slorach
- Tannis Burnett : Evelyn Matthews
- David Reale (en) : Mr. Clements
- J.D. Nicholsen : Mr. Robert Brown
- Mehron Halitsky : Barman
- Jill Harland : Rebecca Collins
- Carlos Diaz : Karl Schreyer
- Brian Rhodes : Timothy Eaton
- Regan Brown : Mère
- Peter Young Jarvis : Citoyen protestataire
- Louisa Lytton : Ginny
- Kristian Bruun : Agent Jackson
- Kate Corbett : Josie
- Samantha Parkinson : Amélia Brown morte (non-créditée)

### Épisode 17:Les ténèbres avant l'aube, Première partie
- Canada : 25 février 2019 sur CBC
- France : 17 novembre 2019 sur France 3

- Canada : 1.17 millions de téléspectateurs
- France : 2.76 millions de téléspectateurs

- Romy Weltman : Isabel Carmichael
- Sebastian Spence : Allen Templeton
- Sean Bell : Inspecteur Horace McWorthy
- Ben Carlson : Homme ténébreux
- James Graham : Arthur Carmichael
- Ian Busher : Membre d'équipage

### Épisode 18:Les ténèbres avant l'aube, Deuxième partie
- Canada : 4 mars 2019 sur CBC
- France : 17 novembre 2019 sur France 3

- Canada : 1.11 millions de téléspectateurs

- Romy Weltman : Isabel Carmichael
- Sebastian Spence : Allen Templeton
- Ben Carlson : Mr. Carmichael
- Sean Bell : Inspecteur Horace McWorthy
- James Graham : Arthur Carmichael
- John Fray : Agent Bauder
- M.E. Lewis : Mr. Richards
- Noor Jehta : Jeune femme